# Vahakulmu
Vahakulmu är en ort i Estland. Den ligger i Tapa kommun och landskapet Lääne-Virumaa, i den centrala delen av landet, 80 km öster om huvudstaden Tallinn. Vahakulmu ligger 99 meter över havet och antalet invånare är 110.
Terrängen runt Vahakulmu är platt. Runt Vahakulmu är det glesbefolkat, med 11 invånare per kvadratkilometer. Närmaste större samhälle är Tapa, 5,9 km väster om Vahakulmu. Omgivningarna runt Vahakulmu är en mosaik av jordbruksmark och naturlig växtlighet.